# Keisha Fatimah Az Zahra
Keisha Fatimah Az Zahra (aserbaidschanisch Keişa Fatimə Zəhra; * 12. August 2003 in Pekanbaru) ist eine aserbaidschanische Badmintonspielerin indonesischer Herkunft.

## Karriere
Keisha Fatimah Az Zahra siegte 2022 bei den Zambia International, 2023 bei den Cameroon International. 2024 startete sie bei den Olympischen Spielen in Paris. Im  Dameneinzel schied sie dabei schon in der Vorrunde aus.

## Erfolge

### BWF International Challenge/Series
Dameneinzel
| Jahr | Wettbewerb              | Gegner             | Ergebnis            | Resultat |
| ---- | ----------------------- | ------------------ | ------------------- | -------- |
| 2022 | Zambia International    | Era Maftuha        | 21–12, 21–16        | Sieger   |
| 2023 | Iceland International   | Frederikke Lund    | 21–16, 19–21, 20–22 | Finalist |
| 2023 | Cameroon International  | Ksenia Polikarpova | 21–14, 21–16        | Sieger   |
| 2024 | Turkey International    | Amalie Schulz      | 21–11, 21–9         | Sieger   |
| 2024 | Dutch Open              | Kisona Selvaduray  | 14–21, 16–21        | Finalist |
| 2025 | Iran Fajr International | Neslihan Arın      | 17–21, 14–21        | Finalist |

Damendoppel
| Jahr | Wettbewerb           | Partner     | Gegner                      | Ergebnis    | Resultat |
| ---- | -------------------- | ----------- | --------------------------- | ----------- | -------- |
| 2022 | Zambia International | Era Maftuha | Amy Ackerman Deidre Laurens | 21–12, 21–8 | Sieger   |

### Nationalmannschaft
- Erwachsene

| Team Events                      | 2025 |
| -------------------------------- | ---- |
| Mannschaftseuropameisterschaften | RR   |

### Einzelwettbewerbe

#### Erwachsene

##### Dameneinzel
| Events              | 2023 | 2024 |
| ------------------- | ---- | ---- |
| Europaspiele        | 2R   | NH   |
| Europameisterschaft | NH   | 1R   |
| Olympia             | NH   | RR   |

| Wettbewerb              | BWF World Tour | BWF World Tour | BWF World Tour | Best     |
| Wettbewerb              | 2023           | 2024           | 2025           | Best     |
| ----------------------- | -------------- | -------------- | -------------- | -------- |
| Indonesian Masters      | A              | A              | 1R             | 1R ('25) |
| German Open             | A              | 1R             |                | 1R ('24) |
| Orléans Masters         | A              | 2R             |                | 2R ('24) |
| Ruichang China Masters  | 1R             | A              |                | 1R ('23) |
| Thailand Open           | A              | 1R             |                | 1R ('24) |
| Malaysia Masters        | A              | Q2             |                | Q2 ('24) |
| Kaohsiung Masters       | 1R             | A              |                | 1R ('23) |
| Chinese Taipei Open     | d.n.s.         | A              |                | —        |
| Vietnam Open            | A              | 2R             |                | 2R ('24) |
| Hylo Open               | 1R             | 2R             |                | 2R ('24) |
| Korea Masters           | 1R             | A              |                | 1R ('23) |
| Syed Modi International | A              | 1R             |                | 1R ('24) |
| Guwahati Masters        | A              | 1R             |                | 1R ('24) |
| Jahresendrangliste      | 67             | 68             |                | 60       |

##### Damendoppel
| Events              | 2023 | 2024 |
| ------------------- | ---- | ---- |
| Europaspiele        | RR   | NH   |
| Europameisterschaft | NH   | 1R   |

| Wettbewerb             | BWF World Tour | BWF World Tour | Best     |
| Wettbewerb             | 2023           | 2024           | Best     |
| ---------------------- | -------------- | -------------- | -------- |
| Ruichang China Masters | 1R             | A              | 1R ('23) |
| Jahresendrangliste     | 108            |                | 76       |